# 成公綏
成公綏（231年—273年），字子安，東郡白馬（今河南省滑縣）人，西晉文學家，以賦得名。

## 生平
張華很器重成公綏，每見其文，嘆服以為絕倫，向太常舉薦他。曆任秘書郎、秘書丞，官至中書郎。成公綏常與張華受詔同作詩賦，又與賈充等參定法律。
泰始九年（公元273年）逝世，當時僅四十三歲，所著詩賦雜筆十餘卷行於世。著有
《嘯賦》、《木蘭賦》、《琴賦》、《琵琶賦》、《大河賦》、《仙詩》等作品。
明朝張溥輯有《成公子安集》，收錄於《漢魏六朝百三家集》中。

## 評價
- 劉勰：士衡子安，底績于流制（陸機和成公綏的賦有其不同的成就）[6]
- 《成公綏集題詞》：東郡成公子安賦，心不若左太沖，史才不若袁彥伯

## 延伸阅读
[在维基数据编辑]
 在维基文库阅读此作者作品
 《晉書/卷092》，出自房玄齡《晉書》